# Juan de Álava

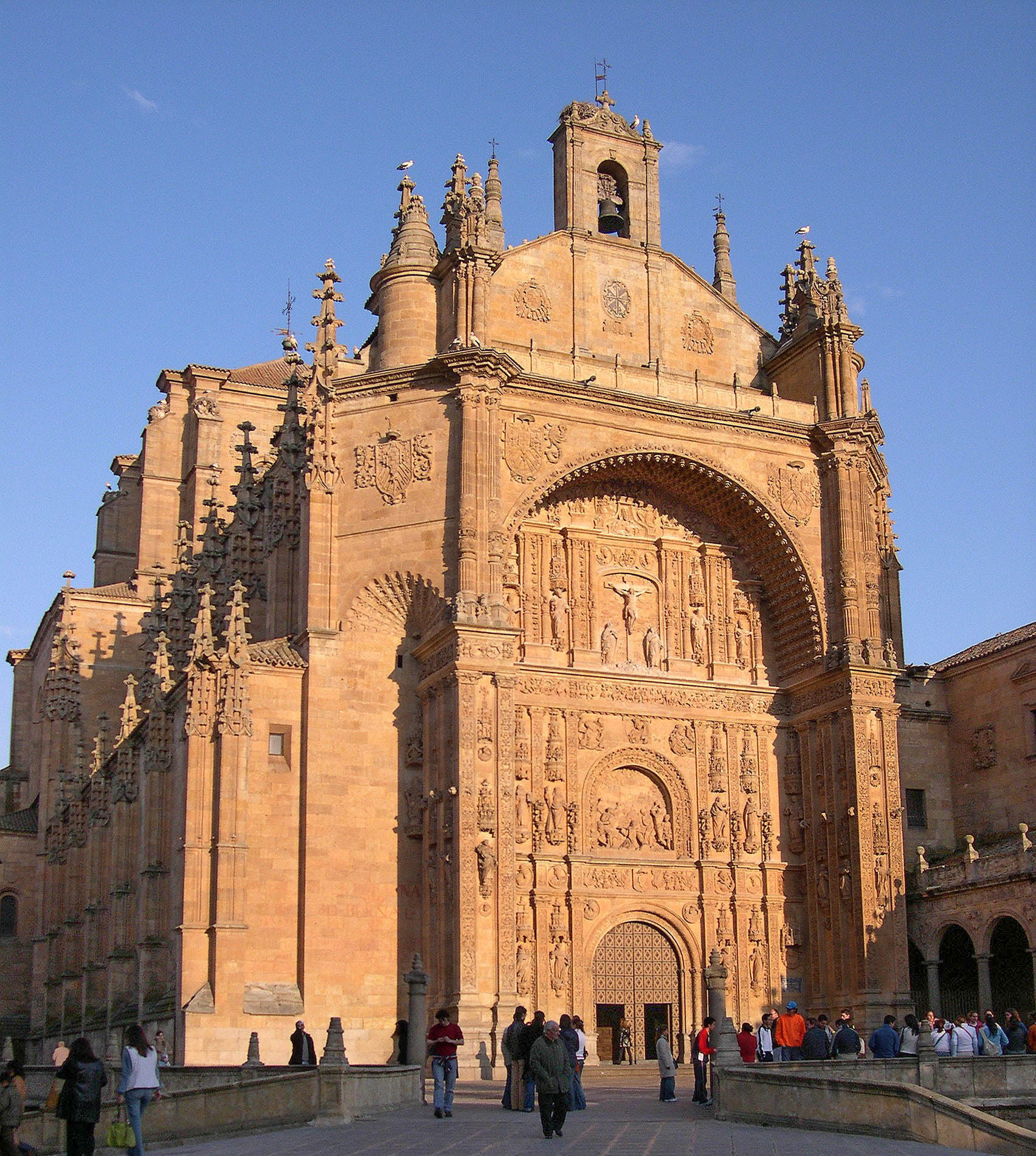
Kirche und Kloster San Esteban

Juan de Álava (* 1480 in Cigoitia; † 3. September 1537 in Salamanca) war ein spanischer Architekt, der besonders durch den Plateresken Stil bekannt wurde.

## Leben
Seine Familie wies viele Steinmetze auf. Nach einer ersten Ausbildung in Burgos, einem wichtigen Zentrum der gotischen Architektur gegen Ende des 15. Jahrhunderts, zog er nach Salamanca, wo Alonso de Fonseca II., Erzbischof von Santiago de Compostela und Patriarch von Alexandria, und später sein Sohn Alonso de Fonseca III., Erzbischof von Santiago de Compostela und dann von Toledo, zu seinen Förderern gehörten.
1502 reiste er nach Italien, wo er die Renaissance kennenlernte. Hauptsächlich arbeitete er in Salamanca. Er wurde ein Schüler von Juan Gil de Hontañón.

## Werk
Alava arbeitete in einer Zeit des Übergangs von der Gotik zur Renaissance und schuf eine nicht ganz gelungene Synthese zwischen den beiden Stilen. Selbst seine späten Kirchen weisen eine gotische Struktur auf, mit Rippengewölben und Strebepfeilern, die in Fialen enden. Seine Fassaden sind mit Motiven der Frührenaissance, wie Friesen, Grotesken und Medaillonbüsten, verziert. Bei Säulenordnungen hielt er sich nicht an konventionelle Formen und Proportionen.
1505 baute Alava die Sakristei für die Kapelle der Universität von Salamanca, und er war möglicherweise auch an der Universitätsfassade (1510–1520) beteiligt, einem Meisterwerk des plateresken Stils. Ab 1514 war er an der neuen Kathedrale von Plasencia beteiligt und baute das Querschiff und die Nordfassade. Zusammen mit Enrique Egas fertigte er 1515 Entwürfe für die neue Capilla Real der Kathedrale von Sevilla an.
In Santiago de Compostela entwarf er im Auftrag des Erzbischofs de Fonseca den gotischen Kreuzgang der Kathedrale (ab 1521). Er baute die Grabkapelle des Erzbischofs (ab 1522) in der Kirche des Ursulinenklosters in Salamanca und war auch am Bau der neuen Kathedrale von Salamanca beteiligt, indem er die Nordkapellen und einen Teil der Fassade ausführte.
1524 begann er mit dem Bau der Kirche des Dominikanerklosters S. Esteban in Salamanca, der von Juan Alvárez de Toledo, dem Sohn des Herzogs von Alba, finanziert wurde. Obwohl ihn Fray Martín de Santiago nach zehn Jahren ablöste, ist die Kirche das Meisterwerk von Alava. Der Innenraum mit einem einzigen Schiff, das von Seitenkapellen flankiert wird, ist im spätgotischen Stil gehalten, während die Fassade aus einem riesigen Triumphbogen besteht, der wie ein gigantisches Altarbild gestaltet ist.
Zu Alavas weltlichen Werken gehört das Colegio de Santiago Alfeo in Santiago de Compostela, das von Erzbischof Alonso de Fonseca y Acevedo gegründet wurde. Außerdem baute er das Colegio de Cuenca in Salamanca (1510; zerstört) und das als Casa de las Muertes bekannte Haus, ebenfalls in Salamanca, das eine elegante Fassade im Stil der Frührenaissance aufweist.

## Werke
- Casa de las Muertes (1500), Salamanca
- Kathedrale von Plasencia (1513)
- Kirche und Kloster San Esteban, Salamanca (1524)
- Kloster an der Kathedrale von Santiago de Compostela
- Kapelle der Universität Salamanca (abgerissen), Salamanca
- Colegio Mayor de Santiago el Zebedeo (1578), Salamanca